# La Casona
La Casona, desde el 13 de diciembre de 2019 sede del Centro Cultural Aquiles Nazoa, es el nombre que recibe la residencia oficial que sirvió como lugar de domicilio de los presidentes de Venezuela entre 1966 a 2012, mientras que por su parte el Palacio de Miraflores continua como lugar de trabajo presidencial y sede del gobierno. Posee rápidos accesos: al norte con la Avenida Francisco Miranda y al sur con el sector de La Carlota. 

## Ubicación
Posee una superficie (incluyendo sus jardines) de unas 5 hectáreas (0,05 kilómetros cuadrados). Está ubicada en este del Área metropolitana de Caracas, muy cerca  se encuentra el Parque Generalísimo Francisco de Miranda o parque del Este (al oeste), el Parque Bolívar (al suroeste) y la Base Aérea de la Carlota (al sur). Administrativamente hace parte de la Parroquia Leoncio Martínez del Municipio Sucre en el Estado Miranda, al centro norte de Venezuela. 

## Historia

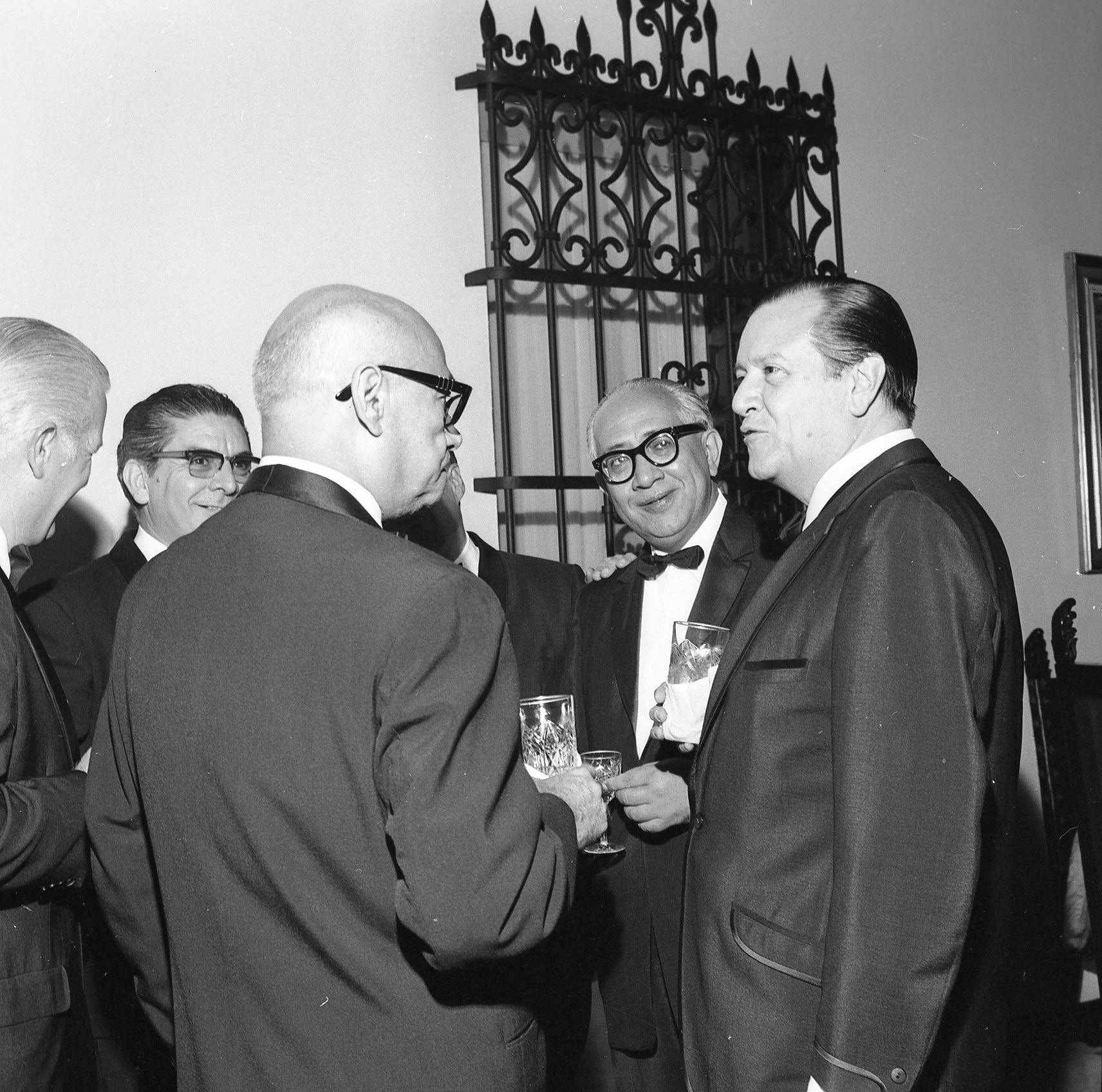
El presidente entrante, Rafael Caldera, junto al presidente saliente, Raúl Leoni, y Ramón J. Velásquez, durante una cena de gala ofrecida a la familia Leoni en La Casona, el 25 de marzo de 1969.

La Casona originalmente era una hacienda de caña de azúcar llamada La Pastora y data de la época colonial; para el momento en que el Estado la adquirió (Raúl Leoni: 1964), pertenecía a la familia Brandt. Después de ser adquirida fue restaurada y ampliada por el arquitecto Andrés Enrique Betancourt pasando de la casa original, a una gran mansión y se buscó principalmente un equilibrio entre la naturaleza y la edificación en sí, además de preservar el estilo colonial, manteniendo las columnas originales, los patios, las rejas ornamentales y fuentes.
En 1966 empezó a ser usada como Residencia oficial del presidente de Venezuela por decisión del entonces presidente Raúl Leoni. Durante el primer gobierno del presidente Rafael Caldera (1969-1974) la residencia fue remodelada siguiendo los lineamientos de la primera dama Alicia Pietri de Caldera.
En 1988 el entonces presidente Jaime Lusinchi abandono temporalmente La Casona para establecerse en el Palacio de Miraflores (sede administrativa del gobierno) mientras la primera dama Gladys Castillo de Lusinchi permanecía en el lugar durante el proceso de su divorcio.
El último gobernante en usar la residencia fue Hugo Chavéz entre 1999 y 2002. En 2013 Maduro optó por usar la residencia destinada al vicepresidente llamada La Viñeta en lugar de mudarse a La Casona.
En 2019 Nicolás Maduro decidió que la residencia fuese abierta a las visitas del público como sede del Centro Cultural Aquiles Nazoa, un museo y espacio cultural que conserva los espacios de la residencia y sus jardines, tal como se vieron durante los años que sirvió como residencia. Adicionalmente es usada para realizar eventos oficiales del gobierno.

## Espacios

### Despachos
- Despacho Presidencial:

El Despacho se caracteriza por estar amueblado de manera sencilla y con una sensación de calidez. En esta habitación se destaca:
Un retrato ecuestre del Libertador realizado por Alfredo Araya Goméz y obsequiado por el presidente de Chile, Eduardo Frei Montalva; El escritorio y los sillones con el estilo renacentista español realizados en caoba tallada; El cristo, obra de Antonio Herrera Toro detrás del escritorio; Una lámpara estilo siglo XVII; La Biblioteca con una extensa biografía de Simón Bolívar y discursos, decretos presidenciales y demás obras realizadas por los presidentes durante su estadía.
- Despacho de la Primera Dama:

El despacho de la primera dama se encuentra en el corazón de La Casona y se caracteriza por producir una sensación muy tranquilizante, posee una fuente cercana al mismo, una zona de espera con muebles y piezas portuguesas y el despacho en sí organizado con muebles estilo provenzal.

### Salones
- Salón Mayor de Audiencia:

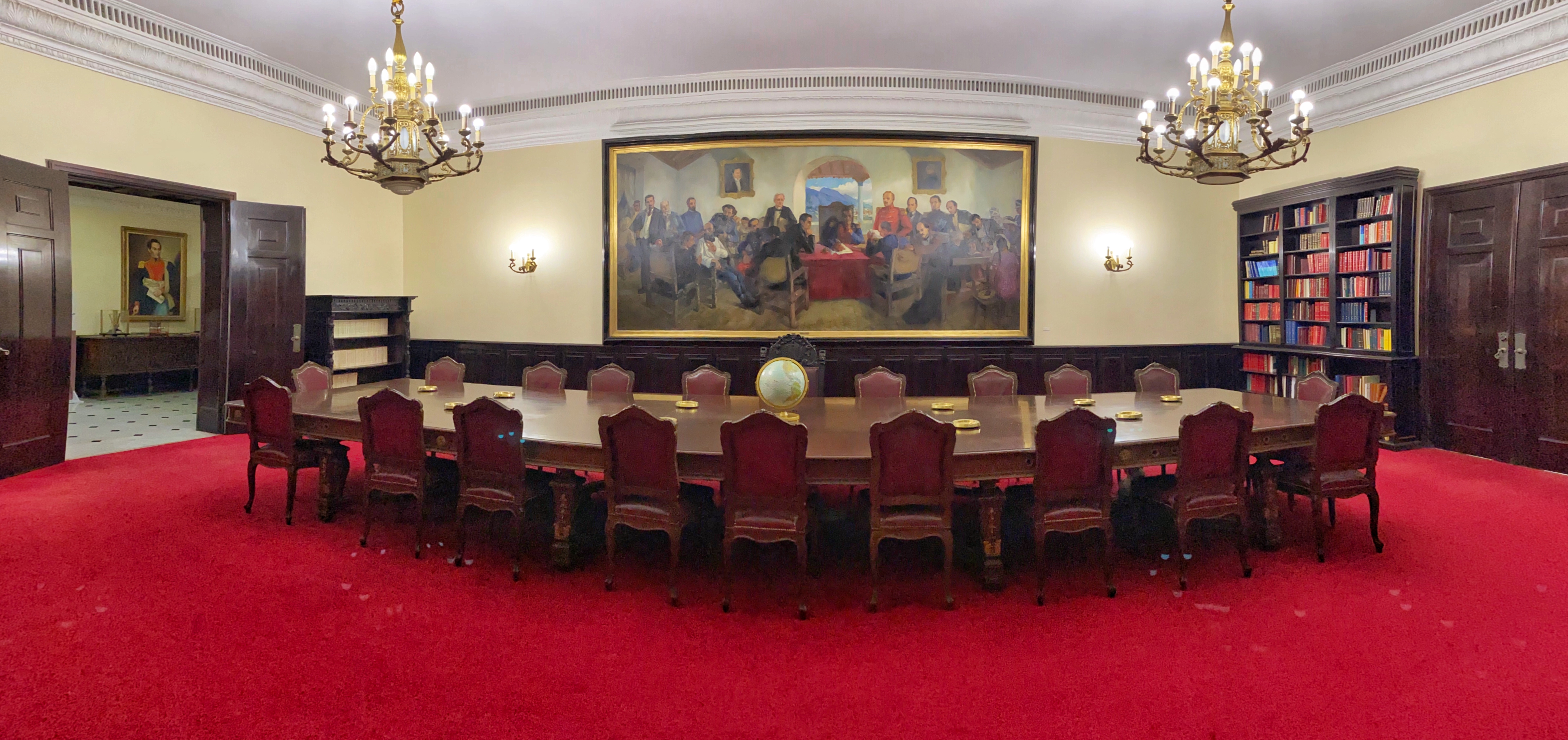
Salón del Consejo de Ministros, al fondo la obra de Tito Salas: Los Causahabientes (1971), en el que se representa a los presidentes venezolanos del.

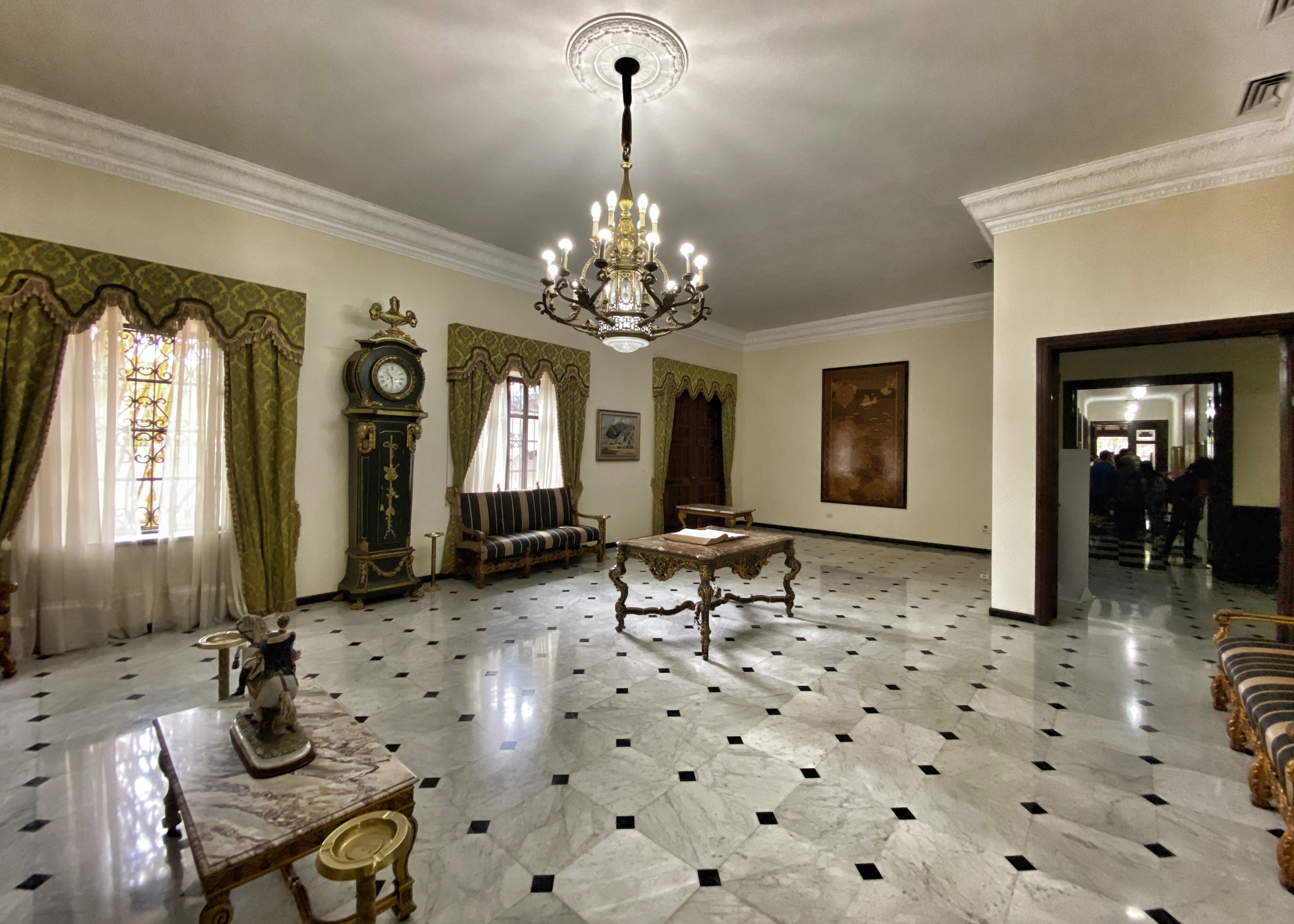
Salón Mayor de Audiencia.

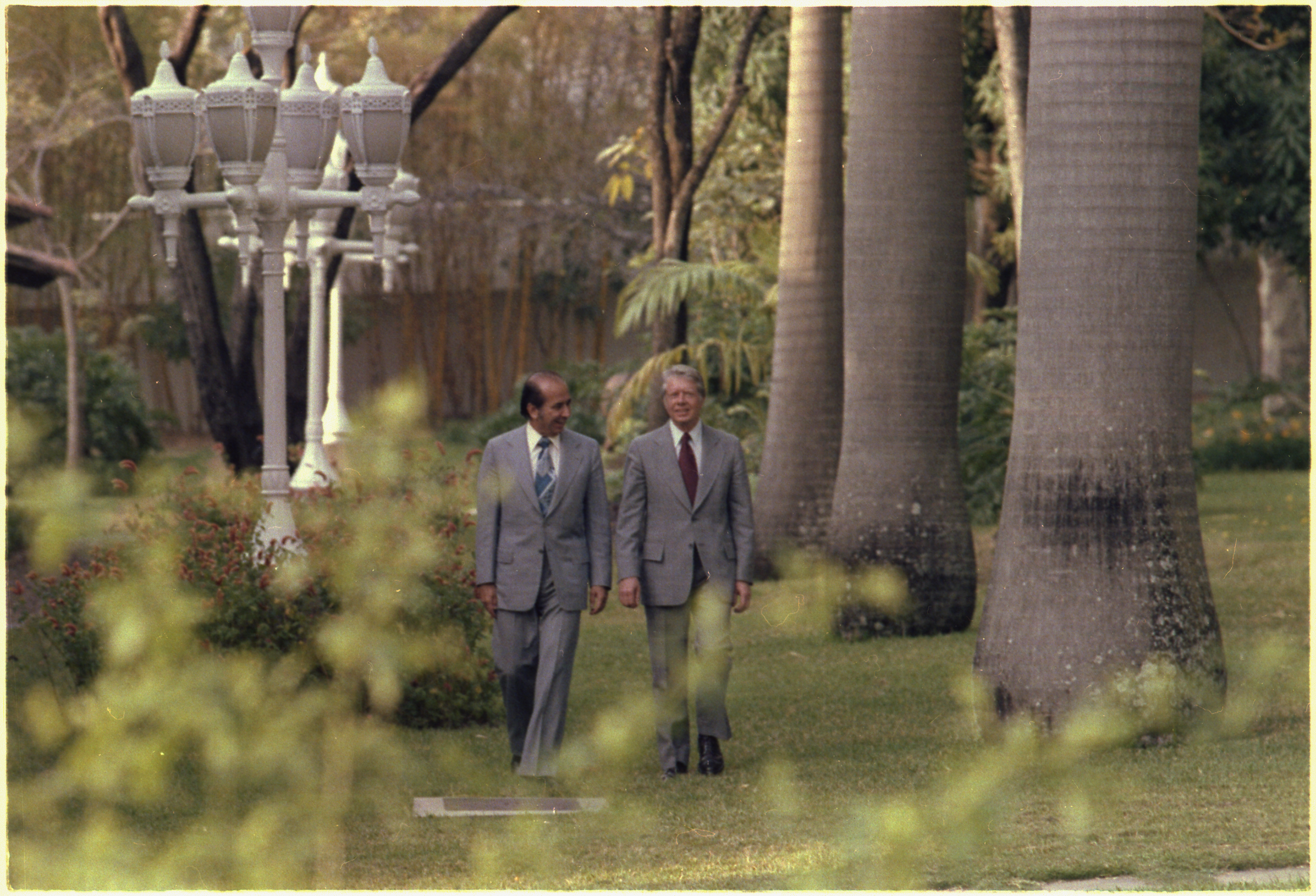
Carlos Andrés Pérez y el presidente de los Estados Unidos, Jimmy Carter, en los jardines de La Casona, 1978.

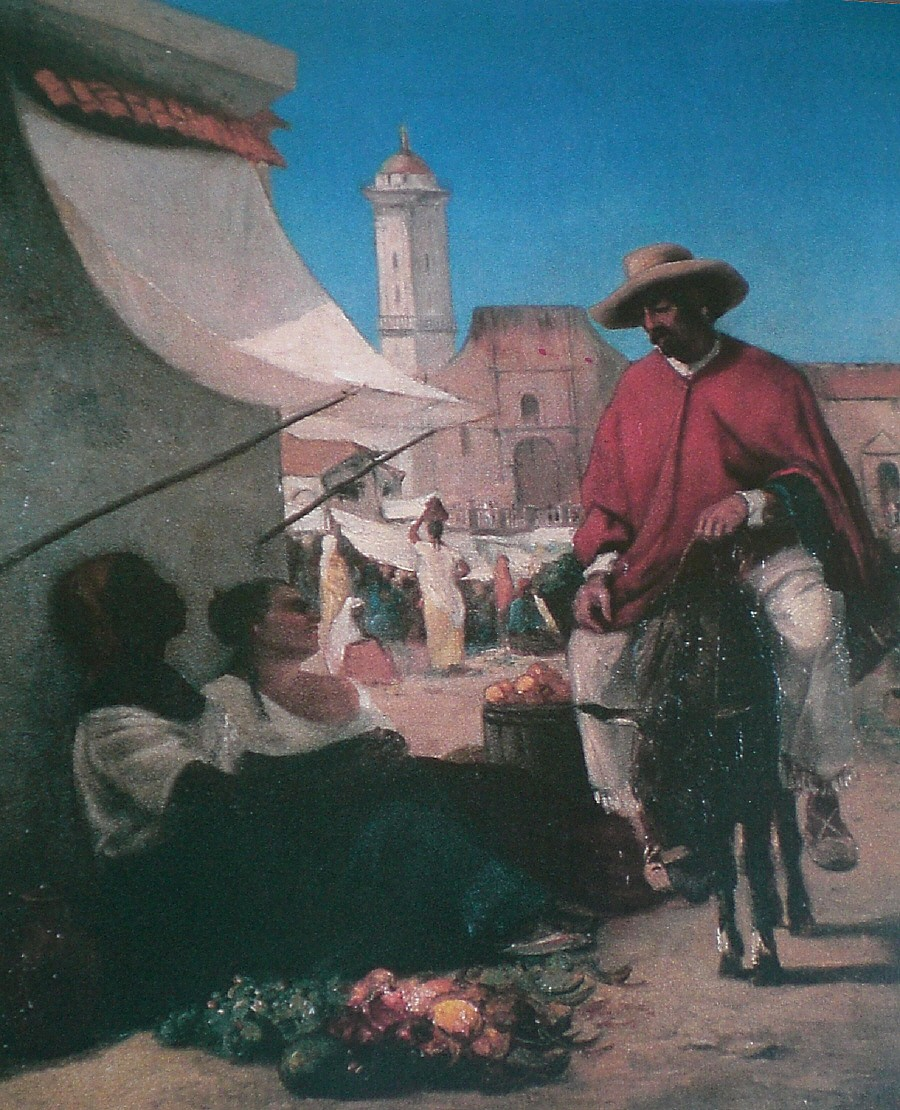
Plaza Mayor de Caracas, óleo sobre tela de Camille Pissarro, ubicado en el Salón Simón Bolívar.

Se encuentra amueblado al estilo Luis XIV en tonos tierra, ocre y dorado en esta sala se encuentra una mesa central tallada y policromada y un reloj de tres metros de alto. Además, presenta un retrato de Simón Bolívar realizado por Pedro Centeno Vallenilla (Bolívar Agricultor) obsequiado por el pintor a Rafael Caldera en 1969, además de la obra Pentesilea de Arturo Michelena.
- Salón del Consejo de Ministros:

Es el lugar designado para que el presidente se reúna con su gabinete en esta sala se destaca: Una gran mesa estilo XVIII francés adornada por elementos de bronce. En esta sala se encuentra la última obra del pintor Tito Salas, Los Causahabientes, en la cual se representan todos los presidentes venezolanos del siglo XIX. Fue encargada durante la primera presidencia de Rafael Caldera. 
- Salón Andrés Bello:

Es utilizada para reuniones en general, está amoblada por un escritorio de madera y bronces y conjunto de sillones que lo rodean semicircularmente. En esta sala se encuentra una copia del retrato de Andrés Bello que se encuentra en la Universidad de Chile.
- Salón de los Edecanes:

Se encuentra en la entrada del despacho presidencial y es aquí donde permanecen los edecanes o ayudantes del presidente mientras este trabaja. En esta sala se encuentra mobiliario estilo Luis XIV y una mesa de nogal con incrustaciones que datan de la época de Napoleón III.
- Salón de recepción:

Los salones de recepción se encuentran ubicados de forma paralela al corredor y son parte de la construcción original manteniendo un estilo colonial en su edificación.
- Salón Simón Bolívar:

El salón Simón Bolívar es el más importante de todos y se llama así porque en él se encuentra una de las obras artísticas más importantes del país, se trata del retrato de Simón Bolívar pintado por Juan Lovera. Además, en este salón se encuentra una gran alfombra de la Real Fábrica de Tapices de España y encima de esta, hay sillones y muebles de estilo Luis XVI. En esta sala se encuentra la obra Plaza Mayor de Camille Pissarro.
- Salón de la Diana Cazadora:

Este espacio destaca por la energía que transmite la obra de Arturo Michelena Diana Cazadora, la cual le da el nombre al salón. La alfombra que se encuentra en este salón fue hecha a la medida del mismo en Lavonnerie, Francia y está amoblado con piezas de madera de estilo Isabelino en tonos verdes. También hay un mueble muy lujoso de estilo Boulle realizado en la época de Napoleón III.
- Salón de los Embajadores:

El salón de los Embajadores, el más pequeño de los tres salones, está amoblado con muebles estilo Luis XVI, donde uno con adornos de bronce exhibe porcelanas francesas, además se destaca una colección de relojes franceses realizados por Pons y Paulin que datan del siglo XIX. Uno de ellos le perteneció a Napoleón I quien posteriormente se lo diera a su hermano Jeronimo Bonaparte y de ahí este llegara a Ciudad Bolívar. Entre las obras pictóricas de este salón se encuentran las de Emilio Boggio, Armando Reverón y Héctor Poleo.

### Comedor
El comedor se encuentra al lado del patio de baldosas de arcilla y su función es la de servir de lugar de encuentro para los comensales invitados a los grandes banquetes que se realizan en La Casona. En él se encuentra una gran mesa estilo Sheraton, un jarrón de Capodimonte y tres obras de Antonio Herrera Toro referentes a las estaciones. En cuanto a los utensilios para servir a los comensales se encuentran vajillas con oro y blanco de porcelana de alta calidad, cristalería de Baccarat tallado y cubiertos de plata inglesa grabados con escudo nacional.

### Capilla
Es un oratorio católico ubicado al final del corredor principal y es parte de la estructura original de la antigua hacienda. En ella se encuentra una lámpara de sagrario del siglo XVIII, dos reclinatorios y un documento firmado por el papa Juan Pablo II. En esta capilla se hacen misas todos los domingos y en los días de fiestas y solemnidades religiosas.

### Área privada y de huéspedes
El área privada está construida alrededor de una fuente de mármol del siglo XIX y está conformada por un pequeño despacho, seis dormitorios pequeños y uno principal, un comedor pequeño para uso cotidiano y una sala de reuniones. El área destinada a los huéspedes se encuentra en la edificación original, en la actualidad consta de dos dormitorios, una biblioteca y un salón. En la biblioteca se puede conseguir una vasta colección de los Premio Nobel de Literatura, pinturas de Armando Reverón, el Libro de Firmas de visitantes ilustres, y piezas de madera de fabricación portuguesa.

### Áreas verdes
Las áreas verdes de La Casona la conforman los jardines, los patios y los corredores que comunican a gran parte de las edificaciones se caracterizan por ser simples y por poseer gran variedad de fauna (perezosos, loros, perdices, guacamayas) y flora (palmeras, orquídeas, arbustos, cafetales).